# 九州経済連合会

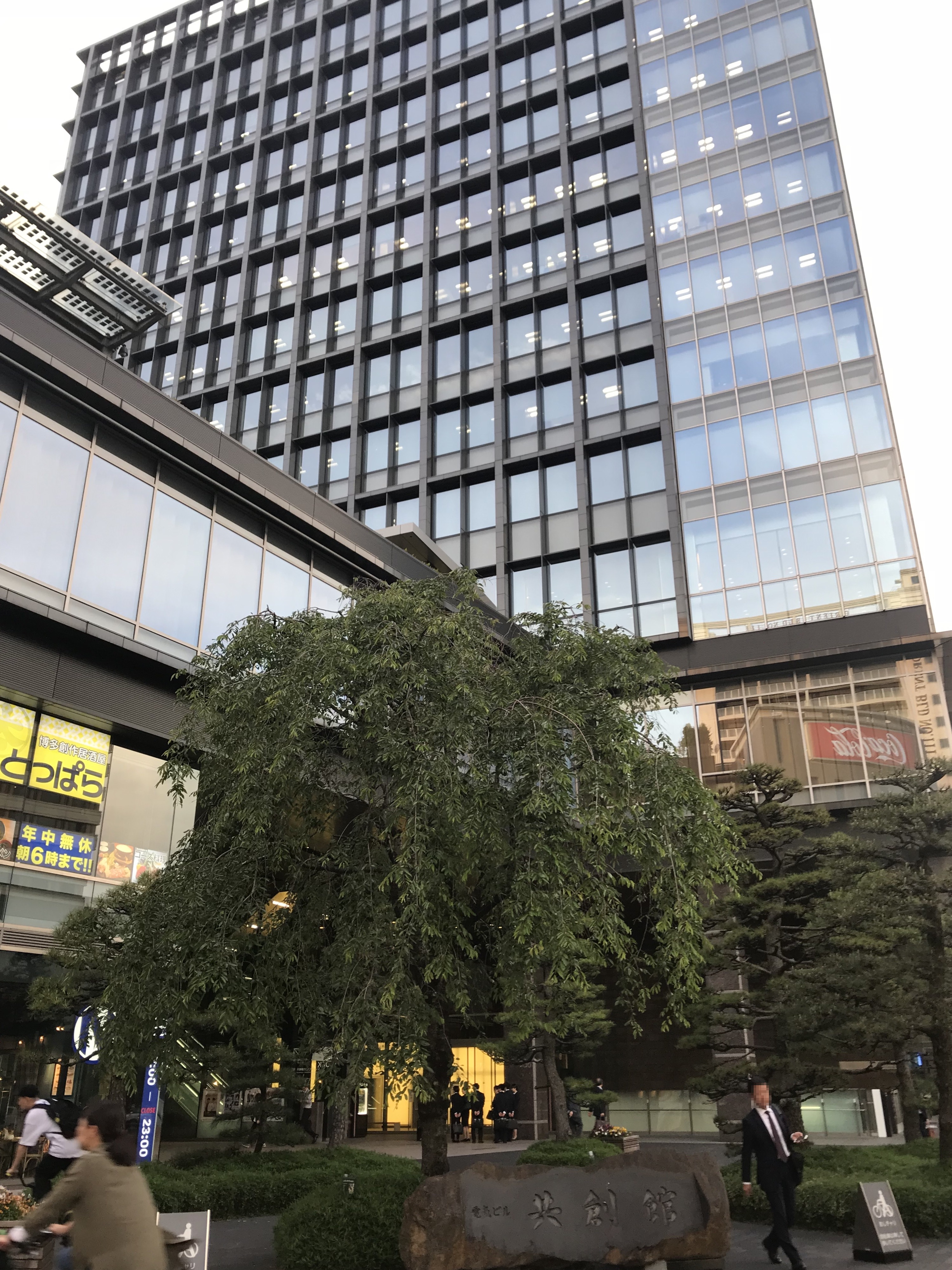
九州経済連合会が入る電気ビル・共創館

一般社団法人九州経済連合会（きゅうしゅうけいざいれんごうかい）は、九州・山口・沖縄に本社または活動拠点を持つ主要企業・団体を会員とする業界団体。略称は九経連（きゅうけいれん）。英語表記は　Kyushu Economic Federation(Kyukeiren)。

## 概要
会員企業の意見を取りまとめ国や自治体へ提言するほか、九州・山口経済活性化に関連する調査研究をおこなう。また日本経済団体連合会など主要経済団体および九州地方知事会をはじめ自治体などと連携し、九州・山口経済圏における大規模プロジェクトや文化振興への推進・協力も行っている。福岡市中央区の電気ビル（九州電力本社）・共創館に事務局を置く。
以前の名称は九州・山口経済連合会であったが、2006年に現在の名称となった。

## 沿革
- 1961年4月6日 - 九州・山口経済連合会として設立。
- 2006年6月26日 - 現名称に改称。
- 2012年4月 - 事務所を移転。
- 2013年4月 - 一般社団法人に移行。

## 歴代会長
- 初代 安川第五郎
- 2代目 瓦林潔（1973年〜）
- 3代目 永倉三郎（1985年〜）
- 4代目 川合辰雄（1989年〜）
- 5代目 大野茂（1997年〜）
- 6代目 鎌田迪貞（2003年〜）
- 7代目 松尾新吾（2009年〜）
- 8代目 麻生泰（2013年〜）
- 9代目 倉富純男（2021年〜）
- 10代目 池辺和弘（2025年〜）

麻生泰（麻生グループ会長）・倉富純男（西日本鉄道会長）を除いて、歴代会長は全員が九州電力会長である。

## 役員
九経連について ABOUT USを参照。